# Test de Blaine
 (janvier 2023).
Si vous disposez d'ouvrages ou d'articles de référence ou si vous connaissez des sites web de qualité traitant du thème abordé ici, merci de compléter l'article en donnant les références utiles à sa vérifiabilité et en les liant à la section « Notes et références ».
 (janvier 2023).
Pour les articles homonymes, voir Blaine.
Le test de Blaine, dit de perméabilité à l'air, est une méthode de mesure de la finesse du ciment, ou du filler utilisé comme addition pour béton hydraulique, basée sur une propriété fractale, qui donne une mesure exprimée en termes de surface spécifique (en m2/g dans le Système international), c'est-à-dire la surface développée par unité de masse. On obtient typiquement des valeurs de l'ordre de 0,3 à 0,35 m2/g.
Cette méthode consiste à mesurer le temps mis par un volume d'air donné pour traverser un échantillon. En calculant la durée que met un gaz sous pression à traverser un volume donné de granules, on peut déduire la surface des granules. Plus le broyage est fin, plus la surface calculée est importante.
La base théorique est le modèle des écoulements des fluides à travers les milieux poreux, à savoir la loi de Darcy et la loi de Kozeny-Carman.
L'appareil utilisé pour cette mesure s'appelle un perméabilimètre.
La norme EN 196-6 permet de déterminer la finesse du ciment selon la méthode de perméabilité à l'air (méthode de Blaine) mais aussi selon les méthodes de tamisage et de tamisage à jet d'air.